# SEMI
SEMI - Società Esercizio Motel Italia S.p.A. era una società del gruppo Eni-Terfin che era attiva nel settore turistico-alberghiero.

## Storia
La società viene fondata nel 1960 da Enrico Mattei per assumere la gestione degli impianti di distribuzione carburante nonché dei 28 Motel Agip sulle autostrade e dei 410 bar annessi alle stazioni di servizio. Gerarchicamente inquadrata sotto Agip Commerciale, negli anni successivi decise poi solo di concentrarsi sul settore turistico acquisendo ad esempio hotel e centri turistici sul Gargano, a Borca di Cadore e a Maratea.
Per quanto riguarda la gestione dei 64 Ristoragip, i ristoranti Agip sulla rete autostradale, fu affidata invece a soggetti terzi.
Il declino di SEMI viene imputato all'acquisto (voluto dalla controllante Eni nel 1984), di immobili provenienti da Samaveda (ex Egam) e da ISAR (ex società di Angelo Moratti), che hanno portato la società ad avere difficoltà finanziarie.
Nel 1987 SEMI gestisce 41 Motel Agip (diventeranno 43 nel 1990), 4 grandi alberghi, 46 residence, 3 alberghi stagionali e 5 centri vacanze, per un giro d'affari di 155 miliardi, che tuttavia vede il bilancio Semi chiudere in perdita.
Nel 1992 AGIP affida la gestione di 17 motel (più l'albergo SNAM di San Donato Milanese) ad Agip Forte International, una joint venture tra Agip Petroli e il gruppo alberghiero inglese Trusthouse Forte: la proprietà di 15 di questi 18 motel, per 185 miliardi di lire, è ceduta a National Westminster Bank. Di conseguenza, i MotelAgip sono ridenominati Forte Agip.
Nel 1994 SEMI venne messa in liquidazione, ma la storia dei MotelAgip non finì in questo anno.
Nel 1998, infatti, ENI tramite Agip Petroli e SNAM, riacquista il 50% della joint venture AFI, tornando ad essere nuovamente l'unico proprietario dei Motel.
Tuttavia, nel 1999, ENI cederà i suoi ultimi 16 motel (più l'albergo Forte Crest di San Donato Milanese) alla società Westmont Hospitality supportata dal fondo americano Whitehall.
I restanti motel che non vennero inclusi nel "Pacchetto AFI" furono tutti comunque venduti da AGIP Petroli, come ad esempio il Motel Agip di Cortina d'Ampezzo (oggi Hotel Dolomiti), attualmente in ristrutturazione in vista delle Olimpiadi Invernali,oppure dismessi.

## Fonti
- Quando Mattei era l'impresa energetica, Giorgio Accorinti, Edizioni Hacca, su books.google.it.
- repubblica.it, su ricerca.repubblica.it.
- repubblica.it, su ricerca.repubblica.it.